# Брдски бициклизам
Брдски бициклизам је екстремни спорт у ком се бициклом вози преко путева као што су шуме, брда, планине, колски путеви, паркови, пољане, који се једним именом називају „офроуд“ путеви. Сам спорт захтева посебну опрему и бицикле, као и одређена предзнања, искуство и технику за офроуд вожњу. Возити се може било на брдском, било на хибридном бициклу, а заједничка одлика свих брдских бицикала су широке гуме са крампонима, широке и ојачане цеви рама и суспензија на предњој виљушки. У Србији развијен је и "Downhill" бициклизам у коме се истиче наш познати возач Никола Танасковић који је у сарадњи са фирмом “Scott”.
У западним земљама, одакле је стигао код нас, брдски бициклизам је веома популаран спорт, и у њега се доста улаже. Бициклисти се труде и успевају да привуку велики број људи окренутих природи, спорту и здравом телу и духу путем организовања многобројних трка током сезоне, организовањем маратона, ревијалних и рекламних вожњи и трка у добротворне сврхе.

## Подела
Данас је бициклизам стандардни олимпијски спорт у неколико дисциплина. Постоји и одређен број бициклистичких дисциплина које нису у олимпијском програму. Најраспрострањеније бициклистичке категорије су:
1. Екстремни бициклизам
2. Циклокрос
3. Брдски бициклизам
4. Друмски бициклизам
5. Велодромски бициклизам
6. Лежећи бицикл

Брдски бициклизам се дели на:
- Крос Кантри (енгл. cross-county - XC)
  - олимпијски (XCO)
  - од тачке то тачке (XCP)
  - хронометарски (XCT)
  - маратонски (XCM)
  - етапни (XCS)
  - штафетни (XCR)
  - кријетијумски (XCC)
- Даунхил (енгл. downhill/DH)
  - индивидуални (DHI)
  - масовни (DHM)
- Фор крос или Дуал Слалом (енгл. Four cross/Dual slalom/4X)

## Врсте брдских бицикла
Бицикл је настао је у Европи у 19. веку, али није познат ни проналазач, ни тачна година проналаска, а кроз историју је било више примера возила покретаних људском снагом. За првог возача бицикла сматра се немачки барон Карл фон Драјс ( ћ), који је 1817. године возио својеврсни бицикл на гурање. Старлијев модел бицикла из 1885. године најчешће се сматра првим модерним бициклом. Даље побољшање било је увођење пнеуматских гума, 1888. године, које је увео Шкот Џон Данлоп. Од тада се основни концепт бицикла није битно мењао, осим што су данашњи бицикли далеко лакши за управљање и сигурнији.
Прва брдска бицикла израђена су у Америци Калифорнији шездесетих и седамдесетих година 20. века. Међу првима су била бицикла марке Швин (Schwinn), Спешалајзд (Specialized) и Гери Фишер (Gary Fisher) и познати канадски Роки маунтин. Данас постоји неколико типова брдских бицикла, која су намењена различитим типовима терена. Први брдски бицикли нису имали амортизере за ублажење удараца, а данас се они редовно уграђују.

### Хардтејл
Хардтејл (Hardtail) брдска бицикла имају само предњу суспензију (амортизацију), док је задњи део без амортизера. Такав бицикл је углавном доста брзо за успоне и добар је за крос кантри трке. Због недостатка задњег амортизера нису идеални за врло неуређене терене и за спуштање по њима, као што су даунхил, фор крос, више техничке крос кантри стазе и слично.

### Фул сеспеншн
Фул сеспеншн (Full suspension) бицикла имају предње и задње амортизере. Идеални су за спуштање по неуређеним стазама али су врло спори на успонима, јер због повећане тежине возачи губе више енергије а томе доприносе и сами амортизери који упијају неравнине на терену. Данас већина нових фул сеспеншн бицикала има опцију закључавања амортизера (и предњих и задњих) (lockout) која се користи код успона. Тада је губитак енергије због рада суспензије смањен.
Постоје фул суспеншн бицикли који се користе за даунхил и форкрос трке и они који се користе за крос кантри. Први имају већи ход амортизера, док други имају максимално 120 mm хода, а углавном 80 и 100 mm. Такође, задњи амортизер је јачи и на другачијем је положају од предњег. Фул сеспеншн бицикли се користе за маратоне и за крос кантри ако је трка сувише технички захтевна.

## Познати произвођачи
Међу данас најпознатијим произвођачима брдских бицикала су углавном америчке компаније, а традицију пионира настављају Швин, Гери Фишер и Спешалајзд. Једни од најквалитетнијих данашњих произвођача је Кенондејл (енгл. Cannondale) који даје доживотну гаранцију на рам и један је од ретких произвођача који производњу није преселио на Тајван. Врло су познати произвођачи су и КХС (енгл. KHS), СКОТ (енгл. Scott) и Марин (енгл. Marin).
Производња брдских бицикала је после америчког тржишта започета и у Европи. Данас су познати италијански Бјанки (итал. Bianchi) и немачки Кенјон.

## Опрема
Данас су брдска бицикла опремљена углавном са 27 брзина (3×9). Мењачи су углавном производи јапанске компаније Шимано (Shimano), а од пре неку годину на тржиште је ушао и амерички СРАМ (SRAM). Најквалитетнији Шиманов производ је серија XTR, СРАМ-ов X.0. Компанија СРАМ тренутно покушава да направи серију која ће имати 30 брзина (3*10). Неколико година на тржишту постоје и диск кочнице које раде истим принципом ко на аутомобилу. Диск кочнице могу бити са кајлом или могу бити хидрауличне, које су најјаче. Неки од бољих произвођача диск кочница су немачка компанија Магура, јапански Шимано, амерички Авид и Хејс.

### Амортизери
Важан део опреме брдских бицикала су и амортизери. Амортизер је направа за ублажавање енергије удара или пригушење осцилација. Има широку примену, посебно код моторних возила и ваздухоплова. Почели су да се користе почетком 20. века да би се омогућила удобнија вожња, али је ускоро откривено да је корист од њихове употребе знатно већа. Они продужују век возила и компоненти због смањених удараца, повећавају практичну брзину возила, и дају бољу стабилност.
По начину рада могу бити једнострани и двострани. Једнострани делују само при једном смеру силе (као код приближавања ходних делова оквиру), а двострани при оба смера.
Постоје различити типови амортизера, а најчешћи су: опружни, гумени, механички (фрикциони) и хидраулични амортизер. Код опружних амортизера ублажавање (амортизација) удара се врши на принципу сабијања опруге. Амортизација код гумених амортизера се врши деформацијом гумених блокова или трака. Користе се за пригушивање осцилација машина, посебно код система монтирања на подлогу. Механички амортизери раде на принципу трења. Чест је механички амортизер двостраног дејства који се састоји од металних плоча приљубљених помоћу посебне опруге с вијком за подешавање. До средине двадесетих година прошлог века је био најчешћи амортизер код путничких возила. Принцип рада хидрауличког амортизера је у потискивању уља или друге одговарајуће течности из простора ниског у простор високог притиска у цилиндру. Ово кретање узрокује унутрашње трење течности и због вискозности уља не може се извести тренутно, па се постиже пригушење удара. Најчешћи типови су крилни, полужни и телескопски амортизер. Код свих хидрауличних амортизера мора постојати добро заптивање читавог склопа. Пнеуматски амортизери делују истим принципом као и хидраулични, само користе ваздух уместо уља. Могу бити једностраног и двостраног дејства. Чести су код мотоцикала и стајних трапова малих авиона. Хидропнеуматски амортизери претварају кинетичку у топлотну енергију. Користе се за вешање тежих аутомобила, авиона, камиона и железничких вагона. Опружно-хидраулички амортизери представљају спој опружног и хидрауличког амортизера.
Бицикли могу имати предње, задње амортизере или пуну суспензију која ради пре свега у централној равни симетрије, мада се код неких врши амортизовање у латералној равни. Циљ суспензије код бицикла је смањење вибрације и уравнотежавање бицикла, при чему се одржава контакт точка са земљом. Осим намене при појави неправилности терена, амортизовање може имати улогу и при суспензији сила кочења и убрзања.